# Martin Schaudt
Martin Schaudt, född den 7 december 1958 i Balingen i dåvarande Västtyskland, är en tysk ryttare.
Han tog OS-guld i lagtävlingen i dressyr i samband med de olympiska ridsporttävlingarna 2004 i Aten.